# KK Proleter Zrenjanin
Maillots
Le KK Proleter Zrenjanin est un club serbe de basket-ball issu de la ville de Zrenjanin. Le club joue, lors de la saison 2011-2012 dans la Première ligue, la 2e division du championnat de Serbie.

## Palmarès
- Champion de Yougoslavie : 1956

## Joueurs célèbres ou marquants
- Dejan Bodiroga
- Dejan Sencanski